# 高橋鑑種
高橋鑑種（1529年？－1579年5月19日）是日本戰國時代至安土桃山時代的武將。豐後大友氏家臣。父親是一萬田親泰。

## 生平
大友氏的庶流一萬田氏一族，家中次男。初名是一萬田親宗。繼承大藏黨的筑後高橋氏，受主君大友義鑑下賜偏諱，加上高橋氏的通字（「種」字），改名為高橋鑑種。繼承時間有諸多説法，可以確定是在天文年間。從義鑑繼承家督的大友義鎮（宗麟）在天文22年（1553年）正月，下令討伐一萬田鑑相、宗像鑑久、服部右京亮。大友氏的老中吉岡長増等人對此反對，不過義鎮無視，因此一萬田家當主‧兄長鑑相、弟弟鑑久、以及一族被殺（其中鑑相的嫡男鑑實生還）。
大友義鎮的弟弟晴英（大內義長）繼承大內氏家督後，鑑種與橋爪鑑實（從一萬田改姓）一同跟隨義長進入大內家，成為奉行人，但是義長在弘治3年（1557年）被毛利元就進攻而自殺，鑑種以義長的使者身份被送到豐後，因此留著性命，此後歸返大友氏。武勇優秀，在重臣小原鑑元發起反亂，連宗麟都要避難的戰局中，鑑種在鑑元所守的城池中放火，成功引導己方勝利而立下大功。永祿3年（1560年），討伐伊予西園寺氏之際，殺死西園寺家臣土居清宗。更立下討伐秋月文種的大功，因此在永祿元年被賜予2千町，並成為寶滿城城督，負責管理、支配九州最高的行政機關大宰府。而且築起支城岩屋城，被任命為筑前國守護代。
永祿4年（1561年），在門司合戰中出陣，不過大友軍敗北。永祿5年（1562年）7月，接受毛利氏的引誘而投向毛利，原因不明，一說是因為對於兄長鑑相被宗麟殺害，或者有俗說是因鑑相之妻被宗麟強行奪去而感到憤慨；另一說則是宗麟為了幫助大內義長進攻毛利，而被命令對諸豪族進行調略，為了準備而奔走，此後兩家卻突然和睦，令調略活動失效，更令鑑種失去顏面。鑑種成為己方令毛利隆元大喜，鑑種請求領有豐前的香春岳城，但是此城由毛利家臣杉連緒持有，毛利元就、隆元父子認為「把香春岳城讓給鑑種可能會令杉連緒投向大友」（香春岳城を鑑種に渡すと杉連緒が大友に行ってしまうかもしれない），為了讓二人同時維持是己方而煩惱。還在毛利家擁有筑前一國的情況下，要求其中6郡，毛利父子對此答應，鑑種暗中與宗像氏貞、秋月種實和偏向毛利家的家臣連結。永祿9年（1566年），「鑑種有謀反之心」（鑑種に謀反の志あり）的報告傳到大友家中。最初大友宗麟認為「近年雖然聽到鑑種有許多專橫的事，不過是個忠節無比的人」（近年鑑種がいろいろと勝手なことをしていると聞いているけれども忠節無比の人なので），於是沒有相信流言。宗麟令吉良姓的家臣前往質問鑑種，不過鑑種什麼都沒有回答，並把吉良趕走，得知謀反為確事的宗麟說「明明已經用心養育」（大切に育んでやったのに）而感到後悔。察知討伐隊前來後，誘導秋月種實、龍造寺隆信反抗大友氏，種實在永祿10年（1567年）4月上旬舉兵，隆信在6月到7月間舉兵，再加上毛利氏令宗像氏貞、筑紫惟門、筑紫昭門（屋山越後守貞治・照門・輝門，惟門祖父・筑紫秀門的養子）、原田隆種、親種父子呼應，各方組成同盟反抗大友氏。
永祿10年（1567年）7月，宗麟以戶次鑑連（後來的立花道雪）等人為指揮官，派遣討伐軍，這隊軍兵的主兵力有豐後國的朽網氏、吉岡氏、豐後齊藤氏、筑後國的蒲池氏、田尻氏、溝口氏、三池氏、問註所氏、以及鑑種的姪兒鑑實為中心的一萬田氏。永祿12年（1569年），因為被尼子義久的家臣山中幸盛攻入出雲國，毛利元就從九州撤軍，因此失去後盾的鑑種向大友義鎮投降，高橋家的家督被奪去。
此後，被送到毛利元就之下，成為小倉城城主。失去當主的高橋氏迎來斷絕的危機，不過吉弘鎮理（後來的高橋鎮種（紹運））繼承高橋家，令家名存續。
鑑種在大友氏於天正6年（1578年）的耳川之戰中衰退後，迎秋月氏的元種為養子。天正7年（1579年），在豐前國蓑島城殺死背叛毛利氏的杉重良，攻下大友方千手鑑元守備的香春岳城，並以養子元種為城主，之後令馬岳城的長野重勝降服，令秋月種實的弟弟種信繼承長野氏。在同年4月24日於小倉城病死。